# تايلر ييتس
تايلر ييتس (بالإنجليزية: Tyler Yates)‏ هو لاعب كرة قاعدة أمريكي، ولد في 7 أغسطس 1977 في Lihue, Hawaii ‏ في الولايات المتحدة.

## وصلات خارجية
- تايلر ييتس على موقع دوري كرة القاعدة الرئيسي (الإنجليزية)
- تايلر ييتس على موقعبيزبول رفرنس.كوم (الدوري الرئيسي) (الإنجليزية)
- تايلر ييتس على موقعبيزبول رفرنس.كوم (الدوري الثانوي) (الإنجليزية)
- تايلر ييتس على موقع إي إس بي إن.كوم (أم.أل.بي) (الإنجليزية)
- تايلر ييتس على موقع مشجعي الرسوم البيانية (الإنجليزية)